# 無手勝流
無手勝流（むてかつりゅう）は、戦国時代の日本からの言葉。

## 概要
勝負において、戦わずに勝つ、力によらず策で勝つことを意味する。転じて、自分で編み出した流儀、すなわち自己流により物事を行うことや、自分勝手に物事を行うことも無手勝流と言うことがある。
「無手」とは、武器や道具を持たないということである。

## 由来
戦国時代、塚原卜伝という剣豪がいた。ある時、卜伝は渡し船の中で若い剣士に真剣での勝負を挑まれたが、卜伝は相手を先に陸に上がらせると、船中にあった竿で船を突き離し、「戦わずして勝つ、これが無手勝流だ」と言って相手の血気を戒めたという。この故事が無手勝流という言葉の由来とされる。